# Виранди
Виранди (пол. Wyrandy, нім. Wiranden) — село в Польщі, у гміні Пурда Ольштинського повіту Вармінсько-Мазурського воєводства.
Населення — 137 осіб (2011).

## Демографія
Демографічна структура станом на 31 березня 2011 року:
|          | Загалом | Допрацездатний вік | Працездатний вік | Постпрацездатний вік |
| -------- | ------- | ------------------ | ---------------- | -------------------- |
| Чоловіки | 73      | 13                 | 58               | 2                    |
| Жінки    | 64      | 17                 | 44               | 3                    |
| Разом    | 137     | 30                 | 102              | 5                    |